# Reprezentacja Korei Północnej w piłce wodnej mężczyzn
Reprezentacja Korei Północnej w piłce wodnej mężczyzn – zespół, biorący udział w imieniu Korei Północnej w meczach i sportowych imprezach międzynarodowych w piłce wodnej, powoływany przez selekcjonera, w którym mogą występować wyłącznie zawodnicy posiadający obywatelstwo północnokoreańskie. Za jej funkcjonowanie odpowiedzialny jest Północnokoreański Związek Pływacki (ASADPRK), który jest członkiem Międzynarodowej Federacji Pływackiej.

## Historia
W 1974 reprezentacja Korei Północnej rozegrała swój pierwszy oficjalny mecz na igrzyskach azjatyckich.

## Udział w turniejach międzynarodowych

### Igrzyska olimpijskie
Reprezentacja Korei Północnej żadnego razu nie występowała na Igrzyskach Olimpijskich.

### Mistrzostwa świata
Dotychczas reprezentacji Korei Północnej żadnego razu nie udało się awansować do finałów MŚ.

### Puchar świata
Korea Północna żadnego razu nie uczestniczyła w finałach Pucharu świata.

### Igrzyska azjatyckie
Północnokoreańskiej drużynie 3 razy udało się zakwalifikować na Igrzyska azjatyckie. W 1974 i 1978 zajęła 4. miejsce.